# Xenosternus saprinopterus
Xenosternus saprinopterus är en skalbaggsart som först beskrevs av Schmidt 1895.  Xenosternus saprinopterus ingår i släktet Xenosternus och familjen stumpbaggar. Inga underarter finns listade i Catalogue of Life.